# Vladimir Llakaj
Vladimir Llakaj (ur. 6 maja 1967 w Gramshu) – albański malarz i rzeźbiarz.

## Życiorys
Ze względu na pracę ojca, Vladimir w dzieciństwie mieszkał w różnych miastach: początkowo w Gramshu, następnie w Durrësie i w Fierze, gdzie ukończył naukę podstawową i średnią. Po ukończeniu szkoły średniej stacjonował przez dwa lata w Librazhdzie jako żołnierz.
W 1990 roku Vladimir rozpoczął studia rzeźbiarskie na Akademii Sztuk Pięknych w Tiranie, jednak następnego roku wyjechał do Włoch, gdzie zamieszkał w L’Aquila.
W 1996 roku ukończył studia artystyczne na Akademii Sztuk Pięknych w Bolonii, następnie przez cztery lata mieszkał i pracował we Florencji.
W 2003 roku rozpoczął pracę jako wykładowca rzeźby na Akademii Sztuk Pięknych w Tiranie.
Współpracuje z magazynami Krahu i shqiponjës oraz Drita, jest członkiem Ligi Pisarzy i Artystów Albanii.

## Prace artystyczne[1]

### Obrazy
- Kërcënim i ndërsjelltë (2002)
- Kaosi urbanistik (2003)
- Pështjellim i mundimshëm (2004)
- Qetësi utopike (2004)
- Qyteti i shpenguar (2004)

### Rzeźby
- Monumenti i Arben Brocit (2006)
- Portreti i Skënderbeut (2006)
- Porteti i Nënë Terezës (2007, szkic rzeźby)

## Życie prywatne
Ojcem Vladimira Llakaja był Çuman Llakaj, funkcjonariusz albańskiego Ministerstwa Spraw Wewnętrznych.